# Kaskasatjåkka
Kaskasatjåkka (severosámsky Gaskkasčohkka, 2076 m n. m.) je hora ve Skandinávském pohoří. Nachází se v severním Švédsku v kraji Norrbotten na území komuny Kiruna. Leží asi 3 km severně od horské chaty a výzkumné stanice v údolí Tarfala. S nadmořskou výškou 2076 m se jedná o třetí nejvyšší horu Švédska (čtvrtou, pokud se počítá severní vrchol Kebnekaise jako samostatná hora).
Na vrchol jako první vystoupil v roce 1880 kartograf Gustaf Wilhelm Bucht. První zimní výstup uskutečnili v roce 1920 H.N. Pallin a P. Spiess.